# باشگاه نجوم
باشگاه نجوم عنوانی است که به جلسات ماهانه و جمع‌های نجومی در مناطق مختلف ایران گفته می‌شود. در این باشگاه‌ها اخبار نجومی، معرفی کارهای نجومی، سخنرانی علمی، کارگاه‌ها و مباحث متنوع نجومی و مهم‌تر از همه گپ‌های دوستانه منجم‌های آماتور انجام می‌شود گفته می‌شود. اولین باشگاه از این دست در تهران برگزار شد. بعد از برگزاری باشگاه نجوم در تهران، آماتورها در شهرهای دیگر هم باشگاه برپا کردند. در اصفهان، مشهد، رشت، همدان، تهران ، قم وبیرجند هر ماه باشگاه نجوم به صورت منظم برگزار می‌شود که توسط اعضای گروه‌های نجومی این شهرها اداره می‌شود. در مشهد، انجمن نجوم مشهد با همکاری آموزش و پرورش برگزارکننده این باشگاه هستند. در اصفهان هم شهرداری اصفهان و مرکز آموزش نجوم ادیب باشگاه نجوم اصفهان را با همکاری گروه‌ها و علاقمندان به نجوم هدایت می‌کنند، در همدان نیز مرکز اخترشناسی ابن صلاح همدانی با همکاری علاقمندان به نجوم برگزارکننده باشگاه‌ها می‌باشد. در تهران نیز باشگاه توسط  انجمن نجوم ایران اداره می‌شود. در قم نیز خانه نجوم بخش غیر حرفه ای مرکز مطالعات و پژوهش های فلکی ـ نجومی اجرا کننده و اداره کننده باشگاه نجوم قم می باشد. در اهواز نیز انجمن نجوم این شهر اداره‌کننده این باشگاه است.
همچنین در استان گیلان، گروه‌های نجم شمال، سها، سمپاد از رشت، اِکلیل شمالی از لاهیجان و خواجه نصیر از دانشگاه منجیل اداره‌کننده باشگاه نجوم رشت می‌باشند؛ که به تازگی انجمن نجوم ثاقب رشت نیز به این باشگاه پیوسته است.
- انجمن‌های اخترشناسی ایران

1. ↑  «مرکز مطالعات و پژوهشهای فلکی - نجومی». farsi.nojumi.org. دریافت‌شده در ۲۰۲۴-۱۰-۲۴.